# پینا باوش
فیلیپینا "پینا" باوش (به آلمانی: Philippina "Pina" Bausch)‏ (۲۷ ژولای ۱۹۴۰–۳۰ ژوئن ۲۰۰۹) رقصنده و طراح رقص مدرن آلمانی بود. او یکی از چهره‌های شاخص تأثیرگذار در پیشبرد شیوه رقص تنزتیاتر به‌شمار می‌رود.
پینا باوش در سال ۱۹۴۰ یعنی در طول جنگ دوم جهانی در آلمان به دنیا آمد. پدر و مادرش صاحب رستوران و مهمانخانه کوچکی بودند. باوش رقصیدن را از سنین کودکی آغاز کرد و در چهارده سالگی تحت تعلیم Kurt Jooss یکی از مهمترین طراحان رقص آلمان و یکی از بنیانگذاران رقص اکسپرسیونیستی قرار گرفت. پس از پایان تحصیلاتش، آلمان را به مقصد نیویورک ترک کرد و در آنجا به تحصیل رقص ادامه داد. خیلی زود برای استادش آنتونی تیودور در باله اپرای متروپولیتن رقصید.
باوش در سال ۱۹۷۲ مدیر هنری باله/ اپرای ووپرتال در آلمان شد که بعدها این مرکز «رقص تئاتر ووپرتال پینا باوش» نام گرفت که عنوان این برنامه تازه ویژه او در لندن هم هست.
باوش با طراحی رقص اثری به نام «کافه مولر» (۱۹۷۸) به شهرت رسید و رقص او در فیلم «با او حرف بزن» ساخته پدرو آلمودووار بر شهرت جهانی اش افزود.
پینا باوش با ویم وندرس برای ساخت مستندی سه بعدی دربارهٔ آثارش همکاری می‌کرد، اما دو روز پیش از آغاز فیلمبرداری، در سی ام ژوئن ۲۰۰۹ در ووپرتال آلمان بر اثر سرطان درگذشت.

## نگارخانه

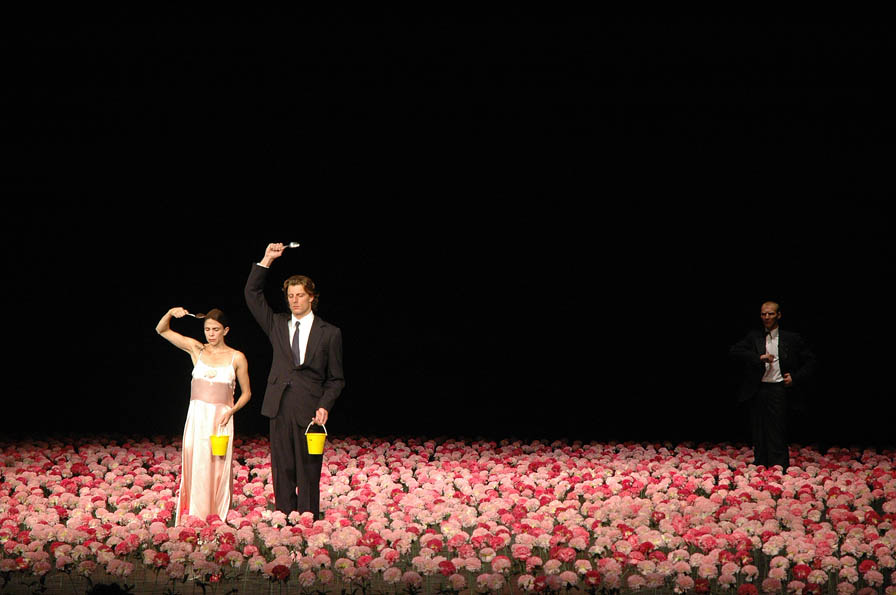
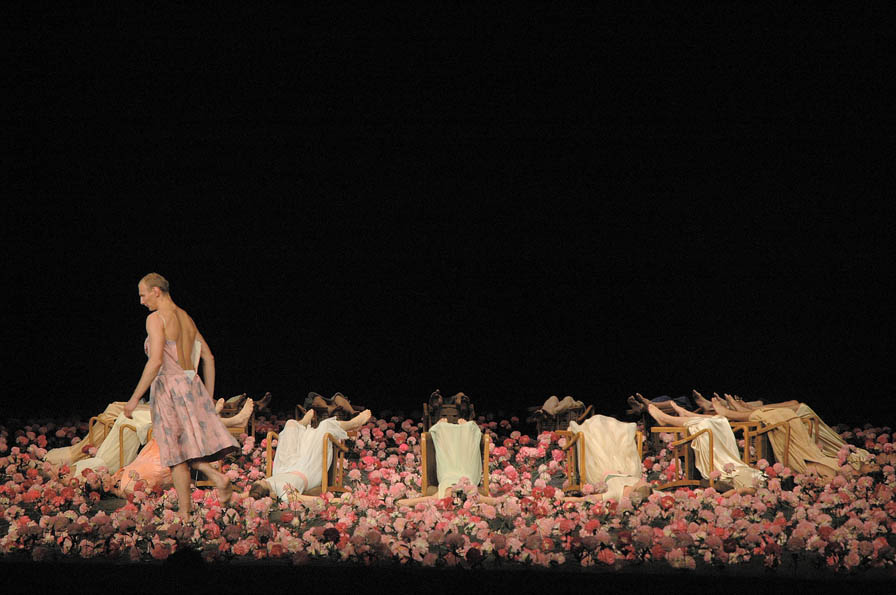
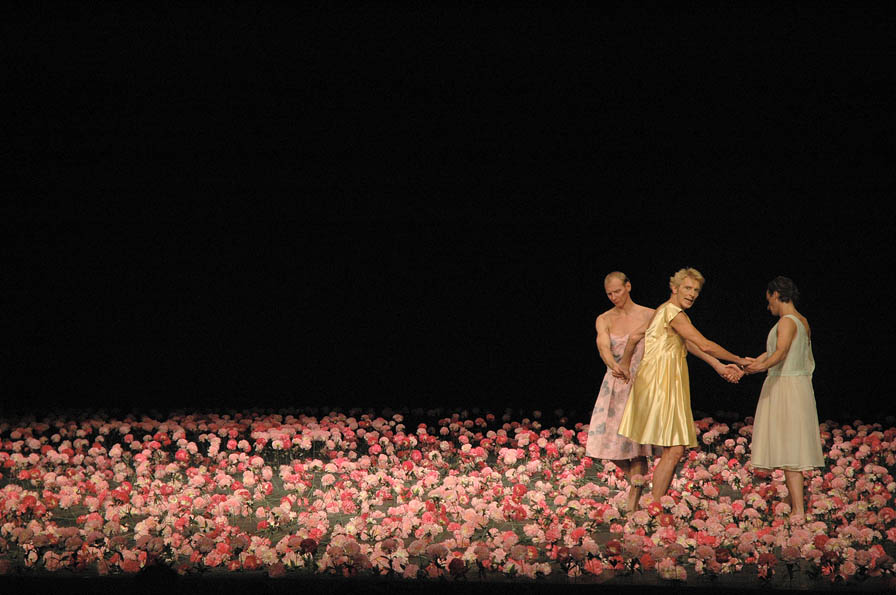